# ロン・クレイン
ロナルド・アラン・クレイン（Ronald Alan Klain、1961年8月8日 - ）は、アメリカ合衆国の政治コンサルタント、弁護士。副大統領首席補佐官としてアル・ゴア、ジョー・バイデン両副大統領に仕えた。2021年1月20日よりジョー・バイデン政権にて大統領首席補佐官を務めた。

## 経歴
建築請負業者スタンリー・クレイン（Stanley Klain）と旅行案内業者サラン・ワーナー、旧姓ホーウィッツ（Sarann Warner (née Horwitz)の間の子としてインディアナ州インディアナポリスに生まれた。クレインはユダヤ人である。
1983年にジョージタウン大学を卒業。1987年にハーバード・ロー・スクールを卒業し、連邦最高裁判事の書記官を経て、1989年から1992年にかけて当時上院司法委員会委員長だったジョー・バイデンの指名を受けて上院司法委員会首席顧問となった。
民主党大統領候補の討論会の準備でビル・クリントン時代から重用され、クリントン政権下で様々な役職に就いた。副大統領アル・ゴアの副大統領首席補佐官にも就任し、2000年にゴアが出馬した大統領選挙でも彼を支援した。共和党のブッシュ陣営と最後までもめたフロリダ州における票の再集計ではゴア陣営の法律顧問を務めた。
ゴアが敗れて民主党が下野した後はワシントンの法律事務所やベンチャーキャピタルで働いていたが、2008年にオバマ民主党政権が誕生するとバイデンから副大統領首席補佐官に任命された。2014年にはエボラ出血熱対策の調整官に就任して対応にあたった。
2016年大統領選でも民主党候補ヒラリー・クリントン陣営の上級顧問を務め、主に討論会の準備に従事した。
バイデンが2020年大統領選挙に当選した後、同年11月11日にバイデン新政権の大統領首席補佐官に指名された。
11月20日、CBS番組に出演した際、ロシア関係者と思われるハッカー集団による大規模なサイバー攻撃を米政府機関が受けた問題について、バイデン政権の対応は制裁だけにとどまらず「外国勢力がこうした攻撃を行う能力を低下させる措置」を検討していると述べた。
2023年1月27日、大統領首席補佐官を退任することが発表された。